# 莫尔茨海恩
莫尔茨海恩是德国莱茵兰-普法尔茨州的一个市镇。总面积2.91平方公里，总人口569人，其中男性283人，女性286人（2011年12月31日），人口密度196人/平方公里。